# Trzy Góry
Trzy Góry – wieś w Polsce położona w województwie wielkopolskim, w powiecie obornickim, w gminie Ryczywół.
W latach 1975–1998 miejscowość administracyjnie należała do województwa pilskiego.
Miejsce urodzin Witalisa Wiedera, jedego z przywódców Goralenvolku.